# Gmina zbiorowa Velpke
Gmina zbiorowa Velpke (niem. Samtgemeinde Velpke) – gmina zbiorowa położona w niemieckim kraju związkowym Dolna Saksonia, w powiecie Helmstedt. Siedziba gminy zbiorowej znajduje się w miejscowości Velpke.

## Podział administracyjny
Do gminy zbiorowej Velpke należy pięć gmin:
1. Bahrdorf
2. Danndorf
3. Grafhorst
4. Groß Twülpstedt
5. Velpke